# Німецька юридична газета
Німецька юридична газета (нім. Deutsche Juristenzeitung) була фаховим виданням для юристів, що вперше вийшло у видавництві Отто Лібманн (Берлін) 1 січня 1896 року.
Видавцями були сам Лібманн, який одночасно був шеф-редактором, викладач держправа Пауль Лабанд, суддя імперського Верховного суду Мельхіор Штенгляйн та адвокат Герман Штауб. Видання користувалось особливим авторитетом у наукових колах.

## Історія журналу

### До епохи націонал-соціалізму
Видання планувалось як журнал загальної тематики, який би торкався всіх галузей права та юридичної практики. Головними темами, за Лабандом, були загальний напрям, який має відношення до німецької правничої науки; основоположні судові рішення, які заслуговують на інтерес широкого загалу; важливі законопроекти та спільні права певних кіл.

### Після 1933 року
Наприкінці 1933 року видавництво C. H. Beck передало видавництво Лібманна, який переслідувався як єврей, у власність арійця. Діяч націонал-соціалістичної партії Hans Frank взяв на себе повноваження за управлінням газетою та у травні 1934 призначив видавцем Carl Schmitt. До 1936 року НЮГ виходила у видавництві C.H. Beck та згодом була закрита на користь Журналу Академії німецького права. Видавництво Beck не зазнало жодних збитків. Воно закрило одне видання та збільшило тираж іншого (Журналу Академії). Журнал Академії німецького права припинив вихід у 1945. Німецьку юридичну газету Die Deutsche Juristenzeitung не слід плутати із Юридичною газетою Juristenzeitung (JZ), яка виходить з 1951 року у видавництві Mohr Siebeck.

## Правила цитування
Статті та вироки із Німецької юридичної газети цитуються, як це прийнято, наступним чином:
Enneccerus, DJZ 1896, 6 (Aufsatz von Ludwig Enneccerus zum Thema «Die parlamentarischen Aussichten des Bürgerlichen Gesetzbuches», опубліковано у 1896 з с. 6)
Якщо є посилання на певну сторінку статті, воно додається після коми (Enneccerus, DJZ 1896, 6, 7).